# Bhodaha
Bhodaha (nep. भोडाहा) – gaun wikas samiti w środkowej części Nepalu w strefie Narajani w dystrykcie Bara. Według nepalskiego spisu powszechnego z 2001 roku liczył on 852 gospodarstw domowych i 5461 mieszkańców (2659 kobiet i 2802 mężczyzn).